# Hypostomus wuchereri
 Hypostomus wuchereri es una especie de pez de la familia  de los loricáridos y del orden de los siluriformes.

## Descripción
El macho puede alcanzar hasta 20 cm de longitud total.

## Distribución geográfica
Originario de Sudamérica, se encuentra en la cuenca del río Paraguazú, en Bahía (Brasil).